# Dacnusa alpestris
Dacnusa alpestris är en stekelart som beskrevs av Griffiths 1967. Dacnusa alpestris ingår i släktet Dacnusa och familjen bracksteklar. Inga underarter finns listade i Catalogue of Life.